# Aeropuerto Internacional de Asuán
El Aeropuerto Internacional de Asuán (IATA: ASW, OACI: HESN), también conocido como Aeropuerto Daraw, es un aeropuerto localizado en Asuán, Egipto. 
En 2008, el aeropuerto atendió a 1.106.863 pasajeros (+13.1% con respecto a 2007). 

## Aerolínea y destinos
| Aerolíneas                            | Destinos                 |
| ------------------------------------- | ------------------------ |
| EgyptAir                              | Abu Simbel, Cairo, Luxor |
| EgyptAir operado por EgyptAir Express | Abu Simbel, Cairo        |
| TUI Airways                           | Londres-Gatwick          |

## Estadísticas
Ver fuente y consulta Wikidata.